# Tenebracris splendens
Tenebracris splendens är en insektsart som beskrevs av Vitaly Michailovitsh Dirsh 1962. Tenebracris splendens ingår i släktet Tenebracris och familjen gräshoppor. Inga underarter finns listade i Catalogue of Life.